# ناکامورا-کو، ناگویا
ناکامورا-کو، ناگویا (به لاتین: Nakamura-ku, Nagoya) یک منطقهٔ مسکونی در ژاپن است که در ناگویا واقع شده‌است.

## نگارخانه

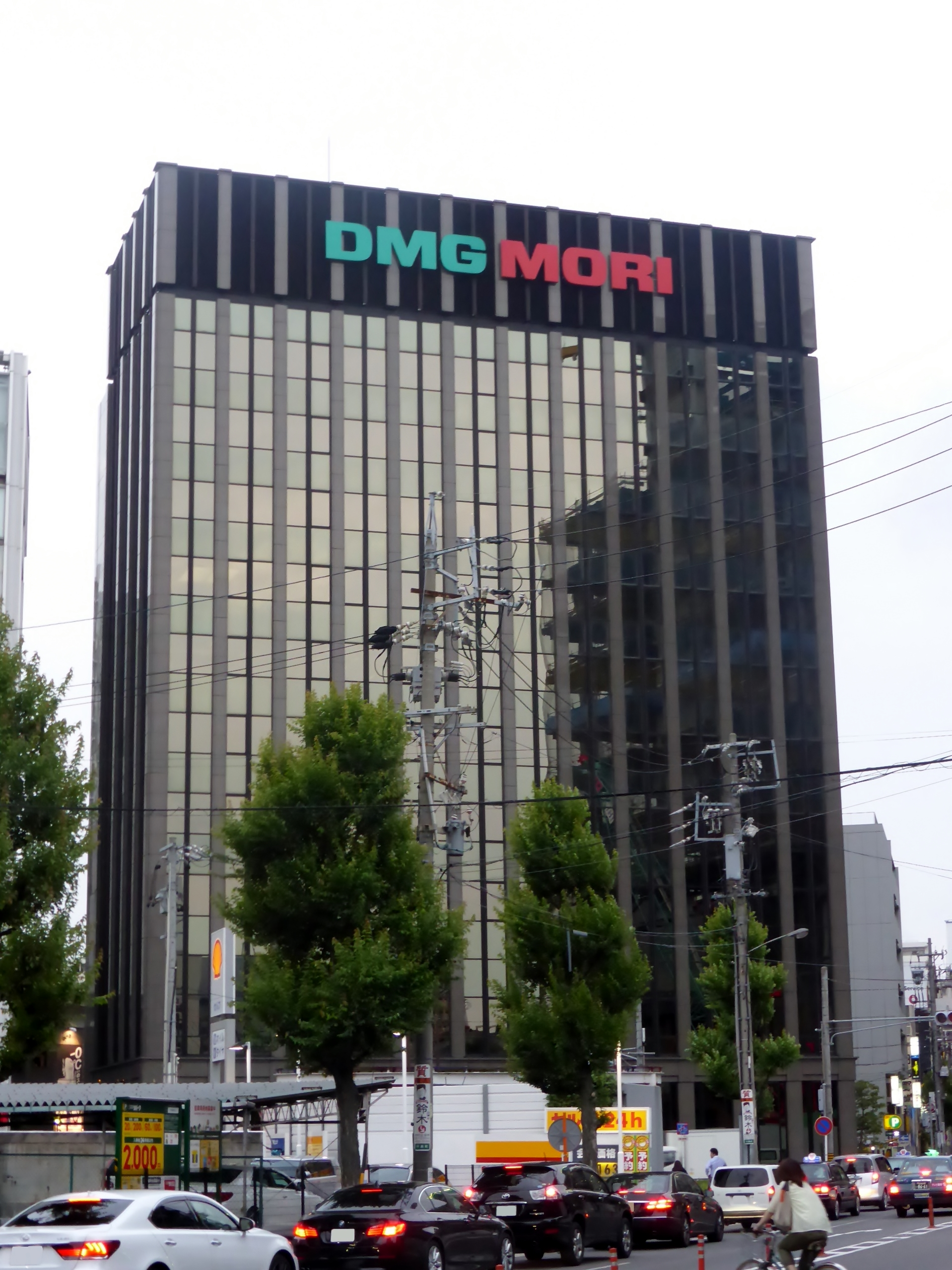
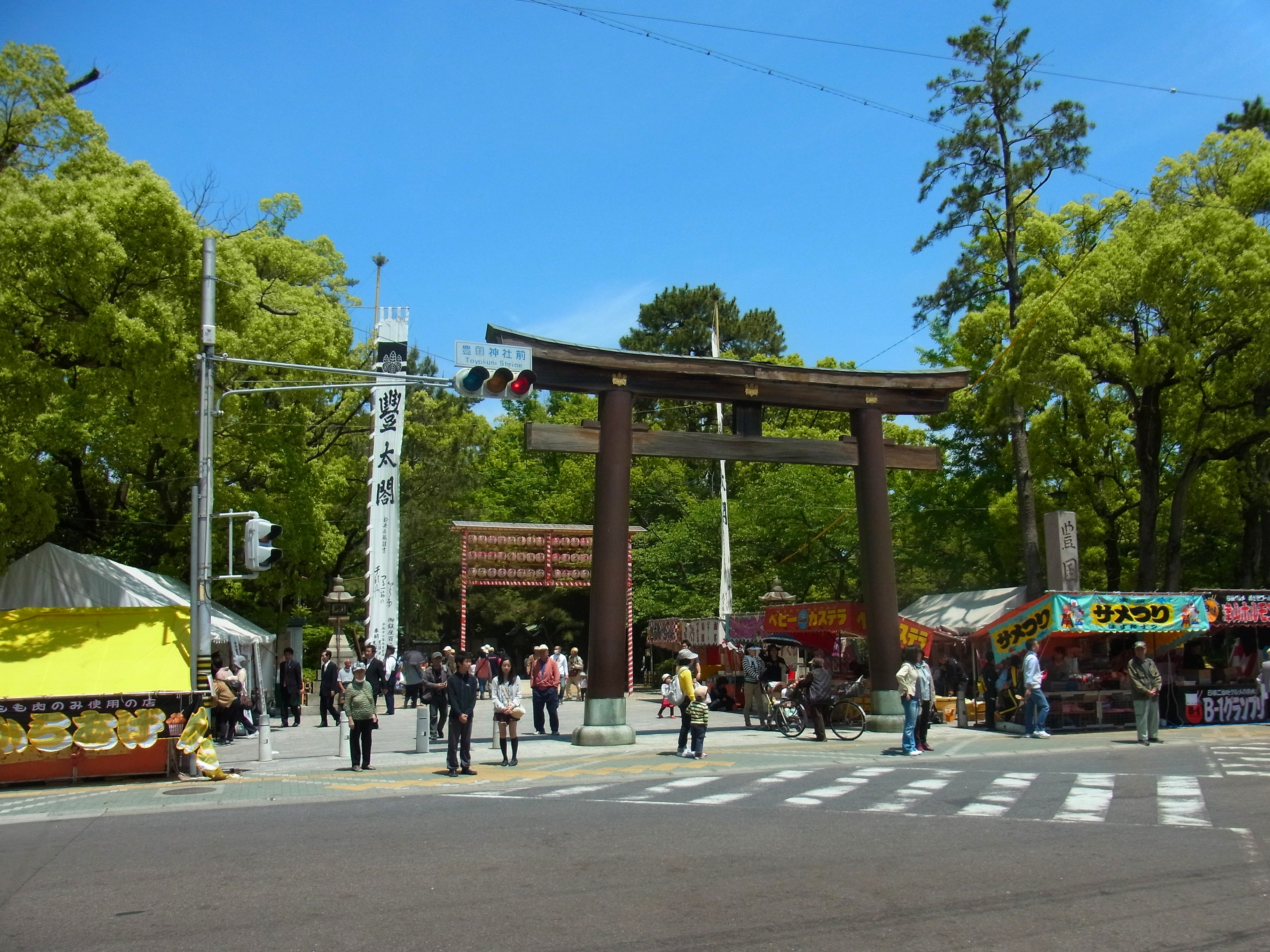

## خصوصیات
ناکامورا-کو ۱۳۶٬۰۶۷ نفر جمعیت دارد.